# Ranunculus dilatatus
Ranunculus dilatatus är en ranunkelväxtart som beskrevs av Ovczinn.. Ranunculus dilatatus ingår i släktet ranunkler, och familjen ranunkelväxter. Inga underarter finns listade i Catalogue of Life.